# Viviane Hamy
Viviane Hamy est une éditrice française née le 6 août 1953 à Alexandrie en Égypte.
Elle fonde en 1990 à Paris la maison d’édition indépendante Viviane Hamy ou Éditions VH. Elle découvre et révèle notamment Fred Vargas.
En 2020, elle revend la maison d’édition à Flammarion, membre du groupe Madrigall, qui en fait une filiale. Elle en devient la directrice éditoriale.

## Biographie

### Jeunesse et débuts dans l’édition
Viviane Hamy naît le 6 août 1953 à Alexandrie en Égypte. Sa famille s’installe en France trois ans plus tard. Elle suit des études supérieures en droit et en lettres modernes.
Elle commence sa carrière professionnelle en 1978 en travaillant comme représentante de librairie pour les éditions de La Différence. Elle y occupe presque tous les postes. En 1981, elle devient attachée de presse chez Belfond, puis chez Robert Laffont, Lieu commun et Phébus, qu’elle quitte en septembre 1988,,.

### Création des éditions Viviane Hamy
Frustrée de n’être « qu’un membre d'un corps » dans chacune des sociétés où elle a travaillé, Viviane Hamy décide de lancer sa propre maison d’édition. En 1989, elle parvient à réunir 500 000 francs auprès de sa famille et de ses amis. Elle crée en décembre les éditions Viviane Hamy, chez elle dans le 11e arrondissement de Paris.
En 1992, elle déménage sa société au 55, rue du Temple dans le 4e arrondissement de Paris.
Elle découvre et révèle Fred Vargas et publie de nombreux auteurs et autrices à succès tels que Goliarda Sapienza, Armande Gobry-Valle, Magda Szabó, François Vallejo, Dimitris Stefanakis, Cécile Coulon ou encore Léon Werth.

### Vente de la maison d’édition
En mai 2020, Viviane Hamy annonce chercher un repreneur, afin de « s’alléger de la gestion et du marketing » et de faire en sorte « que la maison vive après elle ». Elle souhaite en rester gérante libre plutôt que salariée, avant de se retirer d’ici quelques années. Âgée de 66 ans, elle s’est mise à la retraite en janvier afin de diminuer les charges de la société,.
Viviane Hamy et sa famille possèdent alors 78% de la société, une Société à responsabilité limitée (SARL) à 150 000 euros de capital qui compte cinq salariés et un catalogue distribué par Harmonia Mundi,.
En septembre 2020, Viviane Hamy revend la maison d’édition au groupe Flammarion, filiale du groupe Madrigall, une holding éditoriale française présidée par Antoine Gallimard. Elle est nommée directrice éditoriale de cette nouvelle filiale, secondée par Lise Chasteloux,.